# Olga Sokolova
Olga Anatólievna Sokolova (en rus: Ольга Анатольевна Соколова) (Velikiye Luki, óblast de Pskov, 26 de desembre de 1969) va ser una ciclista russa. Es va proclamar campiona del món en Contrarellotge per equips el 1993 i el 1994.

## Palmarès
- 1990
  - Vencedora d'una etapa a la París-Bourges
- 1993
  -  Campiona del món en contrarellotge per equips (amb Valentina Polkhànova, Svetlana Bubnenkova i Aleksa Koliaseva)
  - Vencedora de 3 etapes al Tour de Finisterre
- 1994
  -  Campiona del món en contrarellotge per equips (amb Valentina Polkhànova, Svetlana Bubnenkova i Aleksa Koliaseva)
  - Vencedora de 2 etapes al Tour de Finisterre
  - Vencedora d'una etapa al Gracia Tour